# Episodi di That '70s Show (settima stagione)
La settima stagione della serie televisiva That '70s Show è andata in onda negli Stati Uniti sul canale FOX dall'8 settembre 2004 al 18 maggio 2005, mentre in Italia è stata trasmessa dal 17 maggio 2005 su Jimmy.
I titoli delle puntate di questa stagione sono presi da alcune canzoni dei Rolling Stones.
| nº | Titolo originale                     | Titolo italiano | Prima TV USA      | Prima TV Italia |
| -- | ------------------------------------ | --------------- | ----------------- | --------------- |
| 1  | Time Is On My Side                   |                 | 8 settembre 2004  | 17 maggio 2005  |
| 2  | Let's Spend The Night Together       |                 | 15 settembre 2004 |                 |
| 3  | (I Can't Get No) Satisfaction        |                 | 22 settembre 2004 |                 |
| 4  | Beast Of Burden                      |                 | 29 settembre 2004 |                 |
| 5  | It's Only Rock And Roll              |                 | 6 ottobre 2004    |                 |
| 6  | Rip This Joint                       |                 | 3 novembre 2004   |                 |
| 7  | Mother's Little Helper               |                 | 10 novembre 2004  |                 |
| 8  | Angie                                |                 | 17 novembre 2004  |                 |
| 9  | You Can't Always Get What You Want   |                 | 24 novembre 2004  |                 |
| 10 | Surprise, Surprise                   |                 | 1º dicembre 2004  |                 |
| 11 | Winter                               |                 | 15 dicembre 2004  |                 |
| 12 | Don't Lie To Me                      |                 | 5 gennaio 2005    |                 |
| 13 | Can't You Hear Me Knocking           |                 | 12 gennaio 2005   |                 |
| 14 | Street Fighting Man                  |                 | 9 febbraio 2005   |                 |
| 15 | It's All Over Now                    |                 | 16 febbraio 2005  |                 |
| 16 | On With The Show                     |                 | 23 febbraio 2005  |                 |
| 17 | Down The Road Apiece                 |                 | 2 marzo 2005      |                 |
| 18 | Oh, Baby (We Got A Good Thing Goin') |                 | 9 marzo 2005      |                 |
| 19 | Who's Been Sleeping Here?            |                 | 23 marzo 2005     |                 |
| 20 | Gimme Shelter                        |                 | 30 marzo 2005     |                 |
| 21 | 2120 So.Michigan Ave                 |                 | 27 aprile 2005    |                 |
| 22 | 2000 Light Years From Home           |                 | 4 maggio 2005     |                 |
| 23 | Take It Or Leave It                  |                 | 11 maggio 2005    |                 |
| 24 | Short And Curlies                    |                 | 18 maggio 2005    |                 |
| 25 | Til The Next Goodbye                 |                 | 18 maggio 2005    |                 |